# Sultan Al-Atrash
Sultan Basha Al-Atrash  (1891-1982, en árabe: سلطان الأطرش‎) fue un revolucionario druso y líder nacional sirio.

## Biografía
Nació en 1891, en al-Qurayya cerca de Swaida en el seno de una familia noble. Su padre Duqan al-Atrash se enfrentó a las fuerzas Otomanas de Sami Pasha al-Farouqi cerca de Al-Kafir en 1910, fue capturado y posteriormente ejecutado en 1911.
Luchó en contra del Imperio otomano y fue quien izó la bandera árabe durante la toma de Damasco en septiembre de 1918. Dirigió la Revolución Siria en contra de Francia (1925) pero fue exiliado en Jordania. Regresó a Siria en 1937 pero sin tener mucha influencia política.
Sultan Basha Al-Atrash murió el 26 de marzo de 1982 de un ataque al corazón. A su funeral asistieron más de un millón de personas, y el presidente de la República Árabe Siria Hafez al-Assad emitió una carta de duelo individual al-Atrash como el comandante general de la Revolución de la República Árabe de Siria
Sultan al-Atrash (árabe: سلطان األطرش), nació en Siria el 5 de marzo de 1891 y murió el 26 de marzo de 1982. Comúnmente conocido como Sultan Pasha al-Atrash (árabe: األطرش باشا سلطان) fue un destacado líder árabe druso que participó como comandante general durante la Revolución siria (1925-1927). Fue un gran revolucionario que luchó contra los otomanos, los franceses e incluso contra el gobierno sirio durante la dictadura. Una de las figuras más influyentes en la historia siria y drusa, jugó un papel importante en la decisión del destino de Jabal al-Druze y de Siria en general.

## Familia
Sultan al-Atrash nació en al- Quraya, un pueblo a 20 km al sur de As-Suwayda conocido por la famosa familia drusa de Al-Atrash, que había gobernado nominalmente la región desde 1879. Tenía tres hermanos, llamados Ali, Mustafa y zaid y dos hermanas Sumaya y Naim, al-Atrash era mayor que todos ellos.
Su padre, Zuqan, lideró una feroz batalla contra los otomanos cerca de Al -Kefr en 1910, donde se enfrentó a las fuerzas de Sami Pasha al-Farouqi, donde fue capturado y posteriormente ejecutado en 1911.
al-Atrash se casó a los 19 años con su prima Gazia, la cual murió sin descendencia, a su vuelta del servicio militar se volvió a casar con la hija del jeque Hibrahim Abu, con la que tuvo 3 hijos y 5 hijas. Una de sus hijas, Muntaha, posteriormente fue activista contra el régimen de AL Baath. Su hijo, Mansour al-Atrash fue un miembro activo en la rama regional siria del partido Ba'ath hasta que el golpe de Estado sirio de 1966 llevó a la caída de Michel Aflaq, Salah al- Din al-Bitar, Munif al-Razzaz y los baazistas clásicos en general. Su nieta, Naila Al Atrash, es dramaturga y activista contra el régimen de Assad.

## Papel en la revuelta árabe
Sami Pasha utilizó la fuerza militar y el engaño y finalmente logró ocupar Jabal el Druze. Envió a cientos de jóvenes drusos a luchar en los Balcanes, Sultan entre ellos. Sin embargo, durante la Primera Guerra Mundial, los otomanos no atacaron en paz Jabal el Druze por temor a la rebelión. Sultan pudo ponerse en contacto con los movimientos panárabes y especialmente con la revuelta árabe en Hijaz. Cuando comenzó la revuelta, levantó la bandera árabe en la ciudadela de Salkhad y en su propia casa.
Cuando las fuerzas árabes llegaron a Aqaba, envió a mil hombres para unirse a la revuelta. Él se unió a ellos en Bosra con otros 300 hombres. Sus fuerzas fueron las primeras en entrar en Damasco y enarbolar la bandera de la revolución árabe en la casa del gobierno el 29 de septiembre de 1918. Sultan era un buen amigo del hachemita Emir Faisal, líder de las fuerzas árabes en la revuelta, y recibió el título de Emir y el rango de general en el ejército sirio, el equivalente al título de Pasha. Faisal, más tarde rey de Irak, ayudó mucho al sultán durante sus años en el exilio.
El nuevo reino independiente de Siria no sobrevivió por mucho tiempo, ya que fue ocupado por Francia después de la Batalla de Maysaloon el 24 de julio de 1920. En julio de 1920, sultán al-Atrash preparó grandes fuerzas y llegó con sus caballeros a Buraq, al sur de Damasco, pero escuchó las noticias de la derrota del ejército árabe y del martirio del comandante Yusef al-Azma. Aunque Sultan estaba reuniendo a sus hombres para luchar contra los franceses sus esfuerzos se vieron truncados cuando las fuerzas francesas entraron a Damasco y el país se dividió en cinco estados, Jabal el Druze fue uno de ellos.
Sultan al-Atrash se opuso a cualquier proyecto separatista en Siria, negándose a la formación de un Estado druzo propuesto por los franceses, y apoyó el movimiento nacionalista panárabe. Encomendó a Hamad Barbour transmitir al Rey Faisal sus pretensiones de volver a liderar un reino árabe en Jabal al duros pero ya era demasiado tarde.

## El incidente de Adham Khangar
El 7 de julio de 1922, los soldados franceses capturaron a Adham Khanjar, un rebelde chií libanés que buscaba refugio en la casa de Sultan mientras él estaba fuera y que era buscado por intentar asesinar al general Gouraud. A su llegada a casa, Sultan exigió la liberación de Khanjar, pero los franceses se negaron. Unos días más tarde, Sultan y sus hombres atacaron un convoy francés en el que pensaban que transportaban a Khanjar, quién fue enviado a Damasco en avión. Los franceses respondieron destruyendo su casa y ordenando su arresto. Sultan huyó a Jordania y posteriormente lanzó redadas contra puestos franceses. Diez meses después, regresó, después de haber sido indultado por los franceses.

## Las causas de la sublevación en Jabal al Duros
Los drusos, hartos de las prácticas del Capitán Carbillet, enviaron una delegación a Beirut el 6 de junio de 1925 con un documento que exigía al Alto Comisionado Maurice Paul Sarai el nombramiento de un gobernante druso en la montaña en lugar del Capitán Carbillet. Algunos de los abusos se mencionan en las notas del Dr. Abdul-Rahman Al-Shahbander:
1. la detención y tortura de Hamed Karout durante 15 meses sin juicio por parte de las tropas francesa.
2. la tortura de Hussain Cbul porque se negó a hacer el saludo a un gran general francés.
3. la detención de Wehbi AL alachoch porque se negó a alquilar su casa a un soldado francés.
4. la detención Hussain Sadik porque no fue a recibir el capitán Carbillet
5. imponer una gran multa al pueblo de AL Qurayya porque no recibió al general Carbillet respetuosamente.

## La revolución siria de 1925 a 1927
Artículo principal: La gran revolución siria: Gran revuelta siria
En 1925, el sultán Pasha al-Atrash encabezó una revuelta que estalló en la montaña drusa y pronto se extendió a toda Siria y parte del Líbano. Es considerada una de las revoluciones más importantes contra el mandato francés, en la que hubo brutales batallas entre las fuerzas rebeldes y francesas.
El sultán Pasha al-Atrash anunció la revolución el 21 de julio de 1925 al emitir una declaración política y militar que pedía al pueblo sirio que se rebelara contra el mandato francés.
El texto de la declaración es “árabes sirios, recuerden a sus antepasados, su historia, sus mártires y su honor nacional, recuerden que la mano de Dios está con la comunidad, que la voluntad del pueblo es la voluntad de Dios, nos dividieron en pueblos, sectas y estados, y nos impidieron la libertad de religión, pensamiento, conciencia, libertad de comercio y viajes incluso en nuestro país y regiones, a las armas, los patriotas a las armas para lograr las aspiraciones del país, a las armas en apoyo de la soberanía del pueblo y la libertad de la nación, a las armas después de la enajenación de los derechos. Como esclavizó a su país y anuló sus convenios, no mantuvo el honor de las promesas oficiales y olvidó las aspiraciones nacionales”
El 23 de agosto de 1925, el sultán Pasha al-Atrash declaró oficialmente la revolución contra Francia, siguió la tendencia arabo-islámica, buscando abolir el estado del Gran Líbano, con el pretexto de establecer la idea de un estado árabe sirio alternativo abogando por la unidad y el rechazo de la fragmentación y el colonialismo.
Pronto estallaron combates en Damasco, Homs y Hama. Atrash comenzó a lanzar ataques militares contra las tropas francesas e incendió la Casa de la Comisión francesa en Salkhad, la segunda ciudad más grande de la comunidad del Sweeda, y la ocupó.
A principios de septiembre de 1925, Atrash atacó a un grupo del ejército francés en la ciudad de Kufr bajo el mando del Capitán Norman y mató a sus hombres. El número de rebeldes no superaba los doscientos, mientras que los soldados eran 260, incluido un gran número de oficiales franceses. En esta batalla murieron 40 rebeldes, incluido Mustafa al-Atrash, hermano del sultán Pasha al-Atrash.
El Alto Comisionado Maurice Paul Sarai ordenó preparar una gran campaña para disciplinar a los rebeldes, con más de cinco mil soldados encabezados por el general Michaux y equipados con el mejor equipo y la última maquinaria y respaldados por aviones de combate. El 1 de agosto de 1925 el ejército francés se enfrentó con las fuerzas rebeldes en la ciudad de Azraa. Durante la noche, los rebeldes atacaron la retaguardia de las fuerzas francesas, incautaron municiones y suministros y mataron a muchos soldados franceses. A la mañana siguiente, 117 rebeldes de Suwayda avanzaron y cuatrocientos rebeldes se unieron a ellos. Najran, Salim y otras aldeas cercanas se enfrentaron con las fuerzas francesas en la aldea de Mazraa, donde las fuerzas francesas fueron aniquiladas y sólo unos 1.200 soldados huyeron en ferrocarril a la aldea de Azraa para abordar el tren que se dirigía a la capital, Damasco. En esta batalla murió hamad al parbor, el mismo llevó el mensaje de Sultan al Rey Faisal 5 años antes y que era la mano derecha del sultán Pasha Atrash.
Al-Atrash ganó varias batallas contra los franceses al comienzo de la revolución, en particular la Batalla de al-Kafr el 21 de julio de 1925, la Batalla de al-Mazraa el 2 de agosto de 1925 y las batallas de Salkhad, Msfirah y as- Suwayda. Los drusos fueron derrotados en las últimas dos batallas. Después de las victorias rebeldes, Francia envió miles de soldados a Siria y Líbano desde Marruecos y Senegal, equipados con armas modernas. Los franceses recuperaron muchas ciudades, aunque la resistencia duró hasta la primavera de 1927. Los franceses condenaron a muerte al Sultán al-Atrash, pero él escapó con los rebeldes a Transjordania y finalmente fue perdonado. Regresó a Siria en 1937 después de la firma del Tratado franco-sirio.

## Papel después de la revolución
Al-Atrash participó activamente en la crisis de Levante, que condujo a la independencia siria. En 1948 pidió el establecimiento de un Ejército de Liberación Árabe unificado de Palestina, para el cual cientos de jóvenes ya se habían ofrecido como voluntarios y enviados a participar durante la Guerra Árabo-Israelí de 1948.
Durante el reinado de Adib Shishakli, al-Atrash fue acosado a menudo por su oposición a la política del gobierno. Dejó la montaña drusa y se fue a Jordania en diciembre de 1954, de donde regresó cuando cayó el régimen de Al-Shishakli. Al-Atrash apoyó la unión política de Egipto y Siria en 1958, y se opuso firmemente al proceso de separación en 1961. También es conocido por sus contribuciones a la vida social y el desarrollo en la montaña drusa.

## Muerte
El sultán Pasha al-Atrash murió el 26 de marzo de 1982 en su casa en al-Qurayya. Más de medio millón de personas asistieron a su funeral, que se celebró el 28 de ese mes. El presidente de la República Árabe Siria, Hafez al-Assad, emitió una carta personal en honor al Comandante en Jefe de la Gran Revolución Siria, y nombró en su nombre una plaza en As-Suwayda. El día de su funeral, el entonces presidente del Líbano le otorgó la Orden del Cedro del Líbano, y el difunto presidente Yasser Arafat inauguró un monumento en Ramallah para rendir homenaje a los mártires de la guarnición drusa enviada por el sultán Pasha al-Atrash para defender a Palestina.

## Conmemoración y honores
Sultan Pasha al-Atrash es uno de los líderes más populares de la historia árabe y siria, especialmente entre los drusos. Es recordada como un héroe, hay muchas estatuas de Al-Atrash en las plazas principales de la montaña drusa y sus fotos cuelgan en muchas casas de la región. Su figura también está presente en el folklore local, poemas y canciones populares.
Por varias razones, los drusos lo consideran un símbolo de patriotismo, coraje y secularismo. En lo relativo al secularismo dijo "La religión es para Dios, la patria es para todos" (Ad-dīn li-llāh wa-l-waṭan li-l-jamīˤ) cuando dirigió la revolución contra el Francia, que involucraba a rebeldes pertenecientes a muchas religiones. Además, sus discursos y publicaciones estaban completamente desprovistos de símbolos religiosos. Respecto a su gran patriotismo, rechazó enérgicamente la oferta francesa de independencia para la montaña drusa, exigió la unidad nacional siria completa y se negó a aceptar cualquier cargo político después de la independencia de Siria en 1946.
Ha sido reconocido ampliamente, durante el período de la unidad sirio-egipcia, en una visita a la provincia de Suwayda, el presidente Gamal Abdel Nasser honró al sultán Pasha al-Atrash al otorgarle la medalla más alta de la República Árabe Unida y en 1970, el presidente sirio Hafez al-Assad honró al sultán Pasha al-Atrash por su papel histórico en la Revolución siria.
Sultán Pasha al-Atrash en el libro (Los eventos de la gran revolución siria según lo enumerado por su comandante en jefe Sultan Pasha al-Atrash, Damasco, Dar Tlass, 2008) dice que cuando llegaron, los rebeldes de la montaña y los rebeldes de Ghouta, Encontraron que las esfuerzas francesas matando a las familias incluyendo mujeres, niños y personas mayores Sultan dijo: este bebé amamanta la leche mezclada con sangre y esto lo que estimuló los rebeldes y les dio mucha fuerza y así mataron todas las fuerzas francesas.
Es de destacar que siete miembros de la familia Al-Din murieron en la batalla de As- Suwayda, deliberando sobre el levantamiento de la ciudad de Bayrak o la pandera árabe y no permitieron la caída del registro de las hazañas del campeonato indeleble.
La relación entre el régimen y el sultán al-Atrash se mantuvo tibia durante todo el gobierno de Hafez al-Assad.
Al-Atrash siempre se mantuvo fiel a sus principios, en diciembre de 1966, después del golpe militar liderado por Hafez al-Assad y Salah Jadid y del arresto de una gran cantidad de oficiales y políticos drusos y musulmanes, el Sultán Pasha al-Atrash envió un telegrama al nuevo Estado Mayor bajo Hafez al-Assad y Salah al-Jadid, con una amenaza velada de revolución si los detenidos no continuaban y si los detenidos continuaban. Este es el texto del telegrama. A negociar (Fuente: periódico libanés An-Nahar 31/12/1966): Nuestros hijos en prisión son llamativos, lo responsabilizamos por los resultados. La montaña utilizó y continúa llevando a cabo revoluciones para expulsar al traidor y al colonizador, pero su magnanimidad se niega a dirigir su arma contra su hermano y traicionar a su pueblo. Este es el único elemento disuasorio, inicialmente estamos limitados a la negociación.